# Ota II. Olomoucký
Ota II. (1085 – 18. února 1126 Chlumec), zvaný Černý, byl syn Oty I. Olomouckého a Eufémie Uherské. V letech 1091–1110 a 1113–1126 kníže olomouckého údělu a v letech 1123–1125 i kníže brněnského údělu.
S manželkou Žofií z Bergu měl syna Otu III. Dětleba a snad ještě tři další děti, mezi nimi dceru Eufemii.

## Podpora bratra Svatopluka
Po otcově smrti (1087) musel Ota odejít s matkou i starším bratrem Svatoplukem Olomouckým do Brna ke strýci Konrádovi I., protože jim Vratislav II. odebral jejich úděl. Po uklidnění situace dostali oba bratři Olomoucko nazpět a roku 1101 podpořili Bořivoje II. při povstání, které proti němu vedl Oldřich Brněnský. Postupně se ale s pražským knížetem znepřátelili a Svatopluk Olomoucký začal usilovat o získání knížecího stolce v Praze, což se mu roku 1107 i podařilo – Bořivoj II. byl vypuzen.
Ačkoli se Bořivoj ihned odvolal k císaři, lennímu pánovi českých knížat, ten rozhodl ve prospěch Svatopluka Olomouckého, protože mu byla slíbena vysoká peněžní částka; Ota II. měl ručit svým pobytem u dvora za její splacení. Zatímco bratr vyjednával u dvora, Ota II. odrazil pokus Bořivojových přívrženců o znovuzískání moci. Svatoplukovi Olomouckému se po návratu do Čech nepodařilo celou sumu získat, Ota II. však nakonec z císařského dvora šťastně uprchl, a císař měl jiné starosti, takže na dluh velkoryse zapomněl.
Roku 1109 byl Svatopluk Olomoucký zavražděn. Ota II. se pokusil získat vládu po něm, avšak předáci ho odmítli a novým knížetem se stal Vladislav I. Ota se načas s novým knížetem sblížil, ale již roku 1110 byl zatčen, uvězněn a byl mu odebrán úděl. Kníže ho propustil až v roce 1113 a kupodivu se opět spřátelili. Dokonce se Ota oženil se švagrovou knížete, Žofií z Bergu (1114). Přátelství a spojenectví se ještě utužilo. Ota se podílel na několika válečných taženích, roku 1123 mu kníže přidal brněnský úděl a určil ho za svého nástupce.

## Bitva u Chlumce

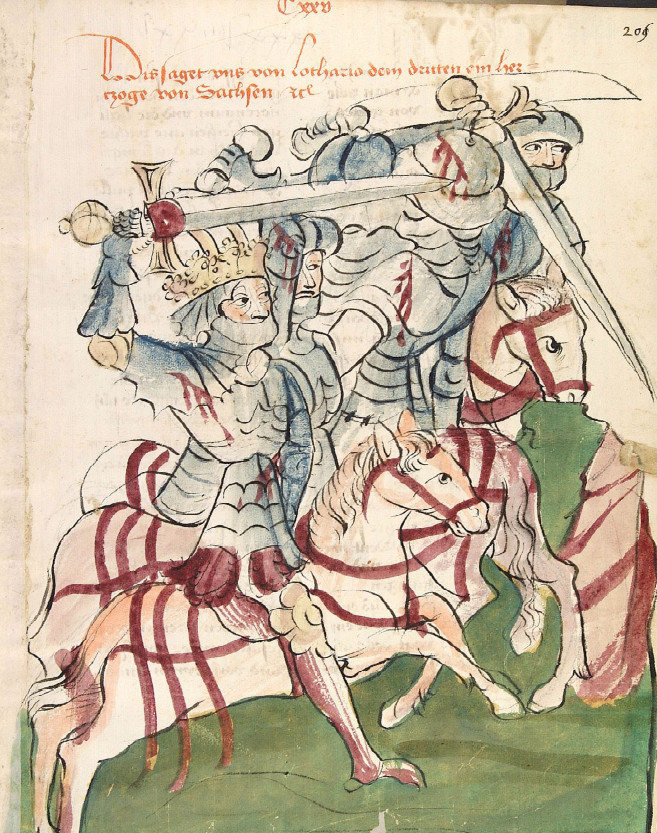
Ilustrace císaře Lothara III. při boji proti Čechům v bitvě u Chlumce.

Když se Vladislav roku 1125 těžce roznemohl, chtěl Otu II. oficiálně určit za následníka. Ale proti tomu se postavila jeho stará matka Svatava Polská. Silně na syna naléhala, aby za dědice vyhlásil mladšího bratra Soběslava I., který byl s bratrem znepřátelen a různě mu škodil. Po velkém nátlaku, k němuž se připojil i Svatavin přítel biskup Ota Bamberský, se umírající kníže s bratrem smířil, i když velice nerad.
Zklamaný Ota prchl z Prahy k římskému králi a požadoval nápravu, protože podle seniorátního řádu měl nastoupit na trůn on jako nejstarší v rodě. Lothar III. se domníval, že snadno dosáhne vítězství a získá nového spojence, takže Otovy nároky podpořil. Se Soběslavem se střetli 18. února 1126 v bitvě u Chlumce, která skončila porážkou německého vojska. Při střetnutí Ota bojující v řadách Lotharových rytířů zahynul.

## Genealogie
| Břetislav I. zm. 10. ledna 1055 | Břetislav I. zm. 10. ledna 1055 |                                       |                                       | Jitka ze Svinibrodu zm. po 1052 | Jitka ze Svinibrodu zm. po 1052 |  |  | Béla I. Uherský? nar. okolo 1016 zm. 11. září 1063 | Béla I. Uherský? nar. okolo 1016 zm. 11. září 1063 |                                   |                                   | Ryksa Polská? nar. asi 1018 zm. po 1059 | Ryksa Polská? nar. asi 1018 zm. po 1059 |
|                                 |                                 |                                       |                                       |                                 |                                 |  |  |                                                    |                                                    |                                   |                                   |                                         |                                         |
|                                 |                                 |                                       |                                       |                                 |                                 |  |  |                                                    |                                                    |                                   |                                   |                                         |                                         |
|                                 |                                 | Ota I. Olomoucký zm. 9. června 1086/7 | Ota I. Olomoucký zm. 9. června 1086/7 |                                 |                                 |  |  |                                                    |                                                    | Eufemie Uherská zm. 2. dubna 1111 | Eufemie Uherská zm. 2. dubna 1111 |                                         |                                         |
|                                 |                                 |                                       |                                       |                                 |                                 |  |  |                                                    |                                                    |                                   |                                   |                                         |                                         |
|                                 |                                 |                                       |                                       |                                 |                                 |  |  |                                                    |                                                    |                                   |                                   |                                         |                                         |
|                                 |                                 |                                       |                                       |                                 |                                 |  |  |                                                    |                                                    |                                   |                                   |                                         |                                         |

|  |                                               | Žofie z Bergu 31. květen 1126 OO 1114 | Žofie z Bergu 31. květen 1126 OO 1114 | Ota II. Olomoucký zm. 18. února 1126 | Ota II. Olomoucký zm. 18. února 1126 |  |  |  |  |
|  |                                               |                                       |                                       |                                      |                                      |  |  |  |  |
|  | Ota III. Dětleb nar. 1122 zm. 12. května 1160 |                                       |                                       |                                      |                                      |  |  |  |  |